# Laurence Ferreira Barbosa
Laurence Ferreira Barbosa (Versailles, 1958) è una regista e sceneggiatrice francese.
Nel 1994 ha ottenuto una nomination al premio César per la migliore opera prima nel 1994 per il film Le persone normali non hanno niente di eccezionale. Fra i film più celebri a cui ha collaborato si possono citare Luci nella notte e La noia.